# Efferia coulei
Efferia coulei este o specie de muște din genul Efferia, familia Asilidae, descrisă de Wilcox în anul 1966.
Este endemică în Washington. Conform Catalogue of Life specia Efferia coulei nu are subspecii cunoscute.